# Supercoupe d'Espagne de football 2008
Navigation
Supercoupe d'Espagne 2007 Supercoupe d'Espagne 2009
La Supercoupe d'Espagne 2008 (en espagnol : Supercopa de España 2008) est la vingt-troisième édition de la Supercoupe d'Espagne, épreuve qui oppose le champion d'Espagne au vainqueur de la Coupe du Roi. Disputée en match aller-retour les 17 août 2008 et 24 août 2008, l'épreuve est remportée par le Real Madrid aux dépens du Valence CF sur le score cumulé de 6 à 5.
Il s'agit du huitième titre du Real Madrid dans cette compétition. 

## Compétition
| Vainqueur Coupe | Aller | Score | Retour | Champion en titre |
| --------------- | ----- | ----- | ------ | ----------------- |
| Valence CF      | 3 - 2 | 5 - 6 | 2 - 4  | Real Madrid       |